# Hadramaut

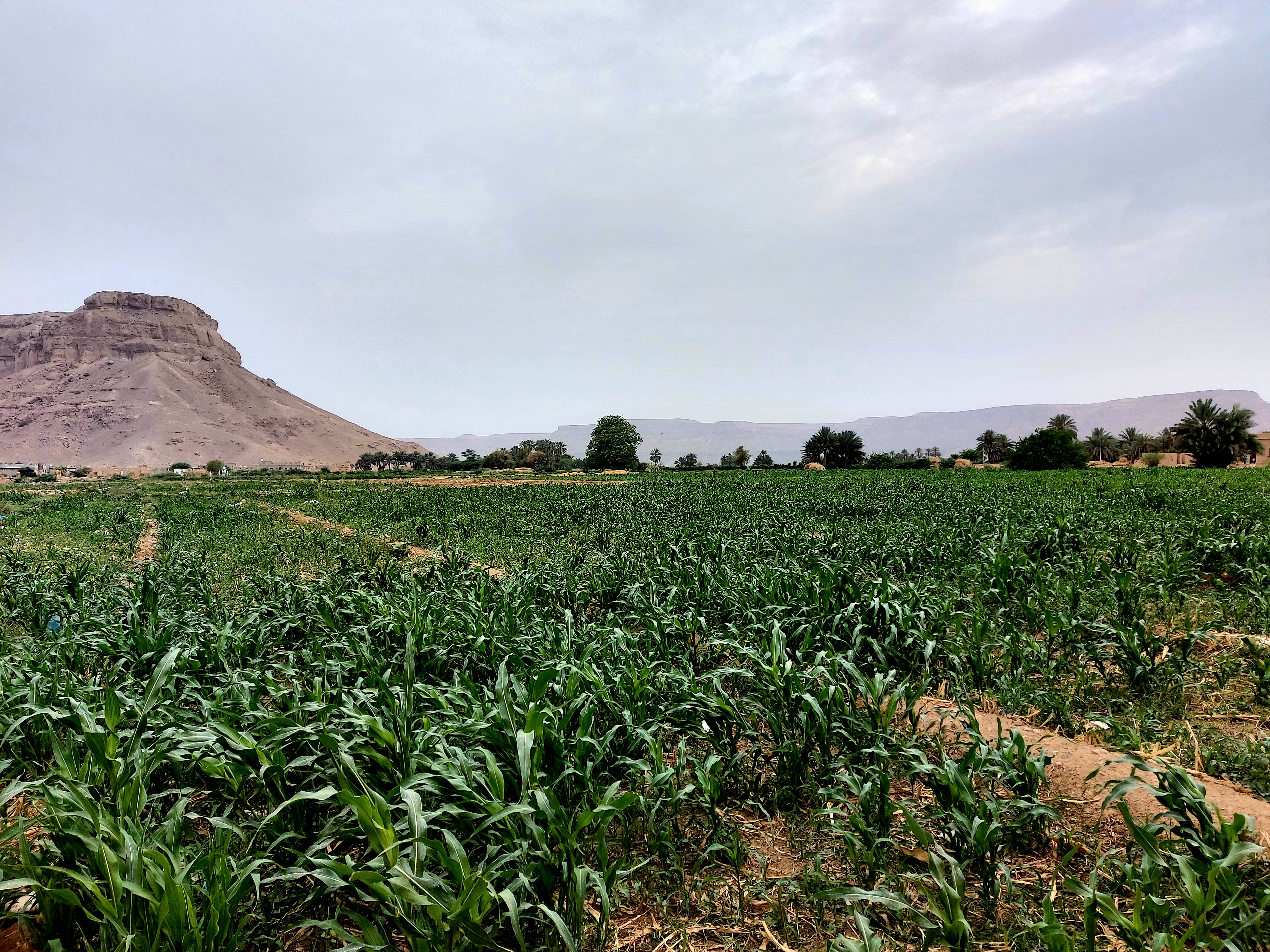
Pola uprawne w dolinie rzeki Wadi Hadramaut

Hadramaut – kraina geograficzno-historyczna na Półwyspie Arabskim, w południowo-wschodniej części Jemenu, nad Zatoką Adeńską.
Kraina o krajobrazie pustynnym, wyżynno-górzystym, rozciąga się ze wschodu na zachód na długości około 650 km. Obejmuje wąską równinę nadbrzeżną, na północ od niej – pasmo gór przechodzące w płaskowyż poprzecinany dolinami wadi, a dalej w rozległą dolinę rzeki okresowej Wadi Hadramaut.
W dolinach i oazach prowadzone jest rolnictwo. W regionie uprawiane są pszenica, jęczmień, proso, sezam, lucerna, daktylowce, palmy kokosowe i inne rośliny owocowe, a także tytoń i kawa. Na wybrzeżu prowadzone jest rybołówstwo, a na płaskowyżach koczownicza hodowla owiec, kóz oraz wielbłądów.
Największym miastem oraz głównym portem morskim krainy jest Al-Mukalla. Inne ważniejsze ośrodki miejskie to Tarim, Szibam (historyczne miasto warowne wpisane na listę światowego dziedzictwa UNESCO), Al-Ghajda oraz Ar-Rijan.
Nazwę Hadramaut nosi współcześnie jedna z muhafaz (jednostek administracyjnych) Jemenu.